# Linguatec
Die Linguatec Sprachtechnologien GmbH ist ein Sprachtechnologieanbieter, der auf die Bereiche Maschinelle Übersetzung, Sprachsynthese und Spracherkennung spezialisiert ist.
Linguatec wurde 1996 in München gegründet und hat ihren Firmensitz in Pasing.
Bekannt wurden sie vor allem durch ihr kostenloses Online-Angebot, zum Beispiel werden das Wörterbuch LinguaDict oder der Volltextübersetzer PT Online von Linguatec betrieben.

## Kernbereiche
- Spracherkennung: Voice Pro 12 wurde in Kooperation mit Microsoft entwickelt und weist laut Hersteller eine Erkennungsgenauigkeit von bis zu 99 % auf. Es gibt fünf verschiedene Versionen, unter anderem eine für Ärzte bzw. Juristen.
- Sprachsynthese: Das Sprachausgabeprogramm Voice Reader liest, laut Herstellerangabe, relativ natürlich in bis zu 45 Sprachen vor: unter anderem Deutsch, Britisches Englisch, Amerikanisches Englisch, Französisch, kanadisches Französisch, Spanisch, mexikanisches Spanisch, Italienisch, Holländisch, Portugiesisch, Tschechisch, Chinesisch
- Maschinelle Übersetzung: Personal Translator (sieben Sprachen) übersetzt in verschiedenen Versionen von "für den Hausgebrauch" bis zur professionellen Businessanwendung für das Firmennetz. Zusätzlich werden Fachwörterbücher zur Erweiterung des Standardwortschatzes angeboten.
- Mobile Übersetzung: Mit Shoot & Translate wird die maschinelle Übersetzung mobil. Man kann mit dem Handy ein Foto schießen und danach den Text übersetzen lassen.

## Patente
- 2005 Patentanmeldung für eine neu entwickelte Hybridtechnologie, die die Intelligenz neuronaler Netze für die automatische Übersetzung nutzt.

## Auszeichnungen
- 2004 European IT Prize für Beyond Babel
- 2004 Testsieger Stiftung Warentest - Beste Spracherkennung[1]
- 1998 European IT Prize - angewandte Spracherkennung
- 1996 European IT Prize - automatische Übersetzung

## Studien
- 2005 Universität Regensburg: Anwendertest Voice Reader
- 2002 Fraunhofer-Institut für Arbeitswirtschaft und Organisation IAO: Anwenderstudie Effizienz maschineller Übersetzung